# Sentianivka
Sentianivka (en ucraniano: Сентянівка; en ruso: Сентяновка, romanizado: Sentianovka) es un asentamiento urbano ucraniano perteneciente al óblast de Lugansk. Situado en el este del país, hasta 2020 era parte del raión de Slovianoserbsk, pero hoy es parte del raión de Alchevsk y centro del municipio (hromada) de Kadievka. Sin embargo, según el sistema administrativo ruso que ocupa y controla la región, Sentianivka pertenece al raión de Slavianoserbsk. Durante la era soviética y hasta 2016, cuando se cambió su denominación de acuerdo con las leyes de descomunización de Ucrania, se llamaba Frunze (en ucraniano: Фрунзе; en ruso: Фрунзе).
El asentamiento se encuentra ocupado por Rusia desde la guerra del Dombás, siendo administrada como parte de la de facto República Popular de Lugansk y luego ilegalmente integrada en Rusia como parte de la República Popular de Lugansk rusa.

## Geografía
Sentianivka está situada a orillas del río Lugan, a 17 km de Slovianoserbsk y 43 kilómetros al oeste de Lugansk. 

## Historia
El pueblo de Sentianivka surgió en las décadas de 1760 y 1780 del siglo XVIII, cuando se fundaron los pueblos de Sentianivka, Krasnojorivka y Novoselivka en las tierras del oficial retirado Sentianin. Este territorio estaba habitado por oficiales serbios, croatas, húngaros ortodoxos, además de campesinos ucranianos y rusos.
Sentianivka se fundó en 1930 mediante la fusión de varias aldeas como Taisivka (en ucraniano: Таїсівка), Sentianivka, Krasnojorivka o Novoselivka. La localidad recibió el estatus de asentamiento de tipo urbano en 1938 y se le cambió el nombre a Frunze en honor al bolchevique Mijaíl Frunze.
Durante la Segunda Guerra Mundial, el asentamiento fue ocupado por tropas alemanas en 1941-1943. 
Entre 1949 y 1966 el lugar fue el centro del raión de Frunze, antes de volver a convertirse en el raión de Slovianoserbsk.
Desde 2014, Sentianivka se administra como parte de la autoproclamada República Popular de Lugansk tras su toma por separatistas prorrusos en la guerra del Dombás, pero desde entonces siempre ha estado en el frente de combate. El 11 de febrero de 2015, la aldea de Zholobok (en ucraniano: Жолобок) se separó del área del consejo de asentamiento de Frunze y se adjuntó al raión de Popasna. El 12 de mayo de 2016, la Rada Suprema de Ucrania cambió el nombre de la aldea a Sentianivka como parte de la campaña de descomunización en Ucrania, pero el cambio de nombre no fue reconocido por las autoridades de la autoproclamada RPL.

## Demografía
La evolución de la población entre 1989 y 2022 fue la siguiente:
| 4493                                                          | 3752 | 3321 | 3255 | 3175 | 3140 |
| (Fuente: Cities & Towns of Ukraine y UKRAINE: Größere Städte) |      |      |      |      |      |

Según el censo de 2001, la lengua materna de la mayoría de los habitantes, el 61%, es el ucraniano; del 37,87% es el ruso.

## Economía
La base de la economía del pueblo eran las empresas de transporte ferroviario.

## Infraestructura

### Transporte
Aquí se encuentra la carretera T-1317 Kadievka-Golubivka-Sentianivka y la estación de tren de Sentianivka.